# West Orange (Nova Jérsei)
West Orange é uma Região censo-designada localizada no estado americano de Nova Jérsei, no Condado de Essex.

## Demografia
Segundo o censo americano de 2000, a sua população era de 44.943 habitantes.

## Geografia
De acordo com o United States Census Bureau tem uma área de
31,7 km², dos quais 31,4 km² cobertos por terra e 0,3 km² cobertos por água.

## Localidades na vizinhança
O diagrama seguinte representa as localidades num raio de 8 km ao redor de West Orange.